# 第196步兵師 (德國國防軍)
德國國防軍陸軍第196步兵師（德語：196. Infanterie-Division）是納粹德國國防軍陸軍的一個步兵師。該師於1939年11月組建。
該師組建後，首次作戰為參與1940年威悉演习行动。該師駐紮在挪威直至1944年6月。
1944年7月，該師調往東線作戰。
該師最後在巴格拉基昂行動期間被殲，1944年9月解散。

## 註腳
1. ↑  Mitcham（2007年）